# Otto Fischbeck (Architekt)
August Otto Fischbeck (* 17. August 1893 in Leipzig-Neuschönefeld; † 20. Juli 1970 in Johannesburg) war ein deutscher Architekt.

## Leben und Wirken
Fischbeck lebte und arbeitete als selbständiger Architekt in Leipzig, nach seinen Entwürfen entstanden u. a. Ende der 1920er Jahre zwei Bibliotheksgebäude in Leipzig im Stil des Neuen Bauens. 1934 emigrierte er zunächst nach Palästina, da er nach der rassistischen Ideologie des Nationalsozialismus als Jude galt.
Ab 1938 arbeitete Fischbeck in Johannesburg als Architekt. Von 1940 bis 1942 kämpfte er in der südafrikanischen Armee in Nordafrika und rief in einem offenen Brief alle Emigranten auf, den Kampf gegen „Hitler und seine Mörderbande“ aufzunehmen.

### Bauten und Entwürfe

#### Deutschland
- 1929: I. Städtische Bücherhalle (Bücherhalle Leipzig-Plagwitz, seit 1977: „Georg-Maurer-Bibliothek“) in Leipzig-Plagwitz, Zschochersche Straße 14
- 1929–1930: II. Städtische Bücherhalle (Bücherhalle Leipzig-Süd, später: „Walter-Hofmann-Bibliothek“) in Leipzig-Südvorstadt, Steinstraße 42 (1994/1995 restauriert)[3]

#### Südafrika
- 1945: Johannesburg, Stadtteil Braamfontein, Helpmekaar High School Boys’ Hostel, An- und Umbauten[4]
- 1946: Johannesburg, Stadtteil Mountain View (Region E City of Johannesburg), Hercules North School, An- und Umbauten[4]
- 1961: Standerton, NHK Saal[5]